# 愛音ミク
愛音 ミク（あいね みく、1986年3月9日 - ）は、日本のAV女優、グラビアアイドル。東京都出身。ピースプロモーション所属。

## 人物
アキバ系タレントを経て、2010年9月7日、カルマからAVデビュー。
幼少期からファッション誌、ショーモデルをこなし、高校生RQとしても活躍。またミュージカル劇団、声優学校と数々の演劇の勉強を経て、演技物の作品を得意とする。アキバ系タレント時代はメイドとして、TVドラマ「電車男」をはじめとする、秋葉原を特集としたTV、媒体に多数出演。アキバ系を一世風靡させた一人。2012年3月にAVを引退した。

## 出演

### DVD
- GOKUERO（2010年2月20日、レイフル）
- 「美少女仮面セリスティア」（GIGA）
- キャットファイトだよ！全員集合！！帰ってきた女祭り！やれんのか！2010（2011年5月5日、CPE）
- キャットファイト大全集３０ 水濡れビチョビチョマッチ（2011年11月3日、CPE）
- メッシーアイランドLIVE!!１ 2011.9.17（2011年10月21日、FemmeFatale）

### アダルトビデオ
- 芸能人 初中出し本番DEBUT 愛音ミク(2010年9月7日、カルマ)
- 突然パンチラで挑発されてこっそりシゴいちゃった僕。 その4(2010年9月25日、アロマ企画)オムニバス作品 他出演:成島りゅう、早乙女ルイ、愛音まひろ、水玉レモン
- チラリズム（2010年10月7日、V&Rプロダクツ）
- 顔コキ 弐（2011年2月22日、フェッチ）
- 尻穴舐め手コキ（2011年3月14日、フェッチ）
- 芸能人・グラビアアイドル・着エロアイドル ザーメンぶっかけ初乱交 総集編 8時間スペシャル(2011年6月7日、カルマ)
- 辱められたいゲイ(2011年6月18日、NEWSEXUAL)
- 妄想実現ボディースーツ７（2011年9月16日、アキバコム制作部）
- 痴女力士の淫乱稽古部屋物語 第六話（2011年9月16日、アキバコム制作部）
- 現役バレーボーラー初めてのブルマでSEX２ みくちゃん（2011年9月23日、アキバコム制作部）
- 芸能人・グラドル・着エロアイドルの初ガチンコSEX DELUXE BEST！！(2011年10月7日、カルマ)
- ウラ美少女3周年記念 全70タイトル完全網羅 SUPER BEST 8時間 初回限定生産 芸能人・グラビアアイドル・着エロアイドル、ぞくぞくデビュー！（2012年1月7日）
- レズ小便ドラマ飲愛（2012年3月16日、V&Rプランニング）
- レズ聖水顔騎３（2012年5月18日、V&Rプランニング）
- セックスレス母さん（2012年5月29日、ドリームステージ、共演：高梨あゆみ）